# Визица
 Тази статия е за селото в България.  За селото в Гърция вижте Визица (дем Южен Пелион).  
Вѝзица е село в Югоизточна България, община Малко Търново, област Бургас.

## География
Село Визица се намира в планината Странджа, на 62 km южно от центъра на областния град Бургас, на 33 km север-североизточно от общинския център град Малко Търново и на 32 km запад-югозападно от град Царево. Разположено е на билото на странджанския планински рид Босна. Минаващият по билото и през Визица третокласен републикански път III-907 води на северозапад до връзка при пътен кантон „Босна“ в местността Босна с първокласния републикански път I-9 (Европейски път Е87), а на югоизток – до връзка в пътния участък между селата Граматиково и Кондолово (в местността Папазова нива) с второкласния републикански път II-99, който на югозапад води към Малко Търново, а на североизток – към Царево. Общински път на североизток свързва Визица през село Писменово с разположените край черноморския бряг градове Приморско и Китен.
Надморската височина в селото по цялото протежение на пътя в северната му част е около 300 m, а на югозапад намалява до около 275 – 280 m.
Землището на село Визица граничи със землищата на: село Ясна поляна на север; село Писменово на север; село Фазаново на североизток; село Кондолово на изток; село Граматиково на юг; село Заберново на югозапад; село Ново Паничарево на запад.
Населението на село Визица, наброявало 465 души при преброяването към 1934 г. и 702 към 1956 г., намалява до 139 към 1985 г. и 43 (по текущата демографска статистика за населението) към 2021 г.
При преброяването на населението към 1 февруари 2011 г., от обща численост 66 лица, за 8 лица е посочена принадлежност към „българска“ етническа група, за 36 – към „ромска“ и за 20 – „не отговорили“, а за принадлежност към „турска“, „други“ и „не се самоопределят“ не са посочени данни.
Село Визица се намира в границите на Природен парк „Странджа“.
Североизточно от селото има голям масив странджански гори от източен горун и благун. В района могат да се наблюдават обикновен мишелов, ястреби, малък креслив орел, черен щъркел и други.

## История
Предполага се, че името на селото е от тракийски произходод, като то е основано от преселници от Урдовиза (днес Китен). То се споменава в османски данъчни регистри от 1731/32. След Съединението българското население на селото, което се намира на няколко километра южно от границата на Източна Румелия с Османската империя, изцяло се изселва в България.
При избухването на Балканската война в 1912 г. един човек от Визица е доброволец в Македоно-одринското опълчение.
След Балканските войни Визица е заселена с български бежанци от Източна Тракия.
През 1926 г. населението му е 388 души.

## Население

### Етнически състав
Преброяване на населението през 2011 г.
Численост и дял на етническите групи според преброяването на населението през 2011 г.:
|                     | Численост |
| Общо                | 66        |
| Българи             | 8         |
| Турци               | -         |
| Цигани              | 36        |
| Други               | -         |
| Не се самоопределят | -         |
| Неотговорили        | 20        |

## Обществени институции
Изпълнителната власт в село Визица към 2022 г. се упражнява от кметски наместник.
В селото има православна църква „Света Троица“.

## Културни и природни забележителности
В околностите на селото има параклиси, частично проучени тракийски могилни некрополи и останки от крепости. Църквата „Света Троица“ (19 век) е най-старата постройка в селото. През 2018 г. е обявена за паметник на културата с местно значение. Построен е в подножието на най-голямата тракийска могила в района. Изграждането му става през 1877 г. на мястото на друга по-стара постройка. Наоколо е пръсната средновековна строителна керамика, тухли от която са вградени и в стените на параклиса.

## Редовни събития
Празникът на Визица е в деня на Свети Илия.

## Личности
Във Визица е роден големият странджански певец Георги Павлов (1926 – 2010).
- Николай Дюлгеров (1934 – 2010) – политик от БКП
- Петко Хулев Ангелов, македоно-одрински опълченец, 33-годишен, жител на Батаджик, 1 рота на Лозенградската партизанска дружина, носител на бронзов медал „За заслуга“[13]